# Güterverkehr

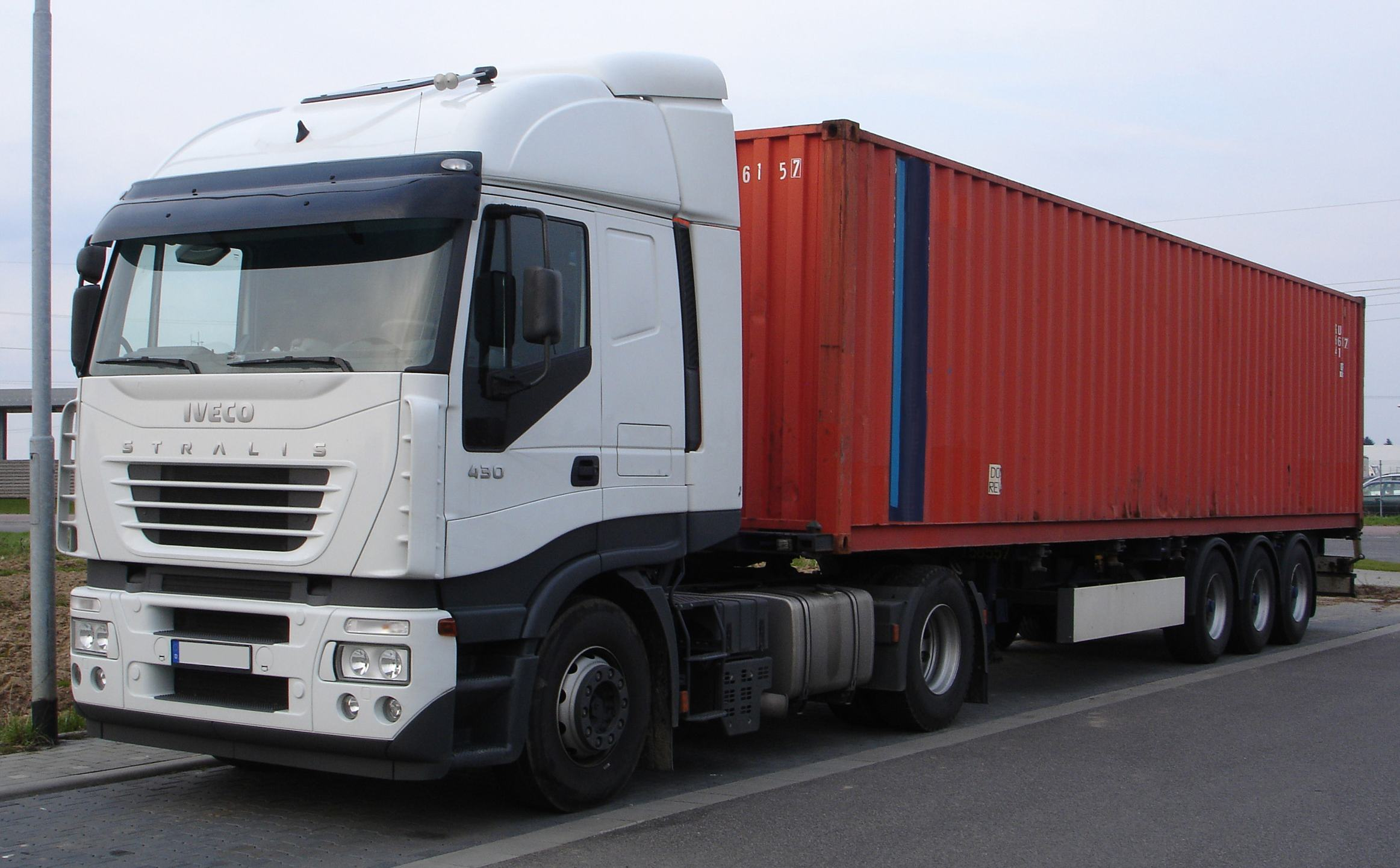
Containersattelzug

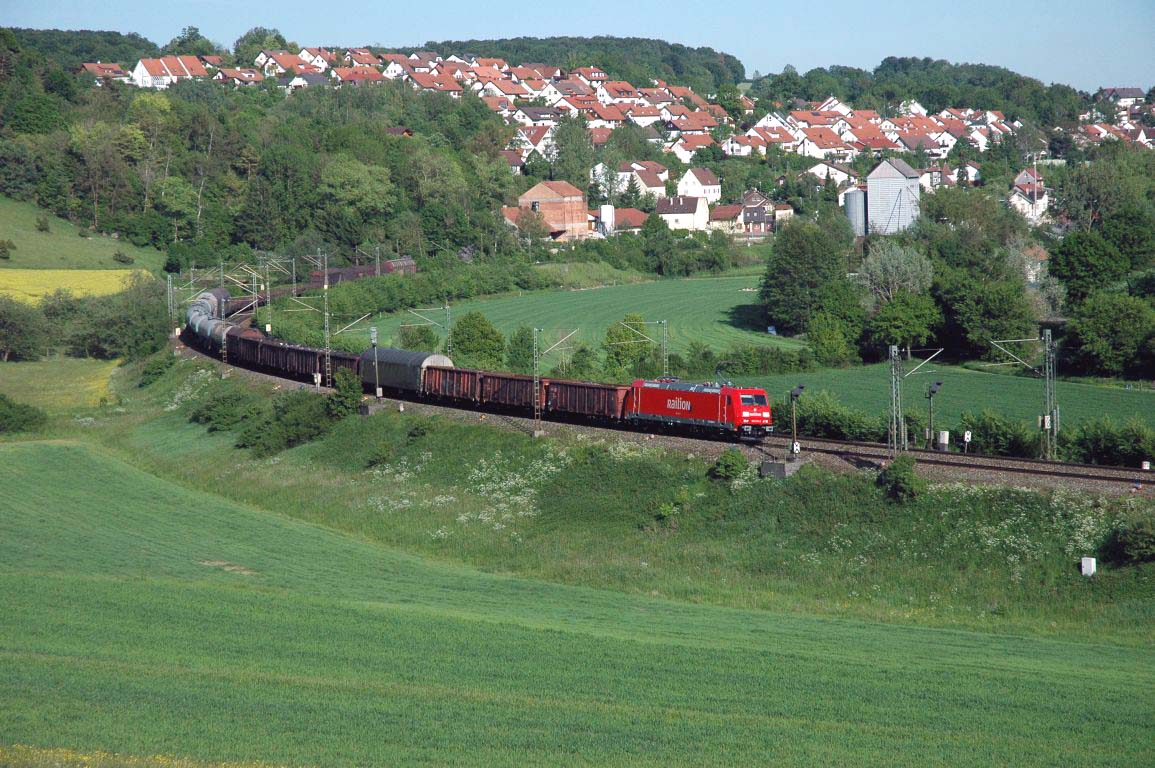
Güterzug

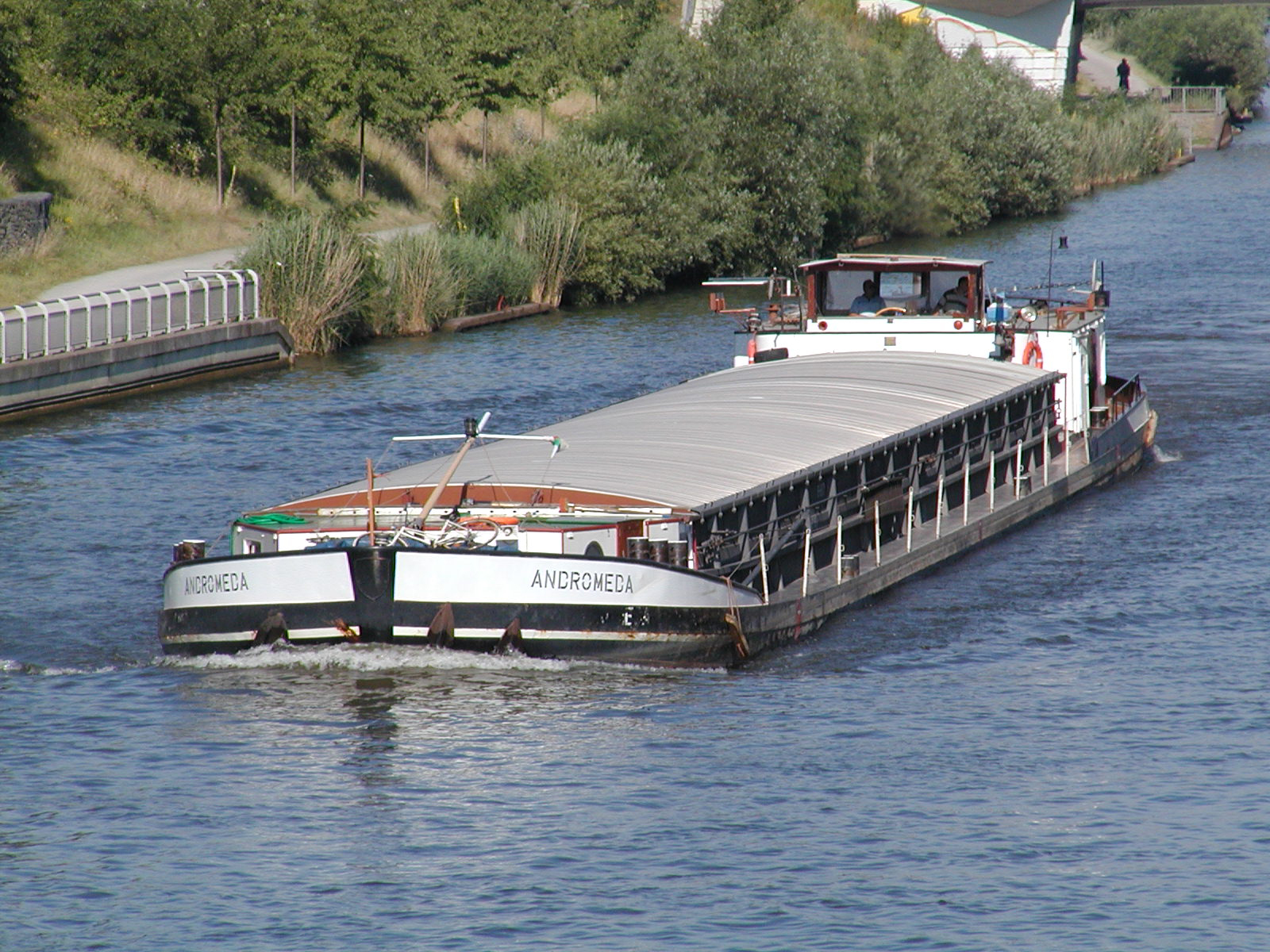
Binnenschiff

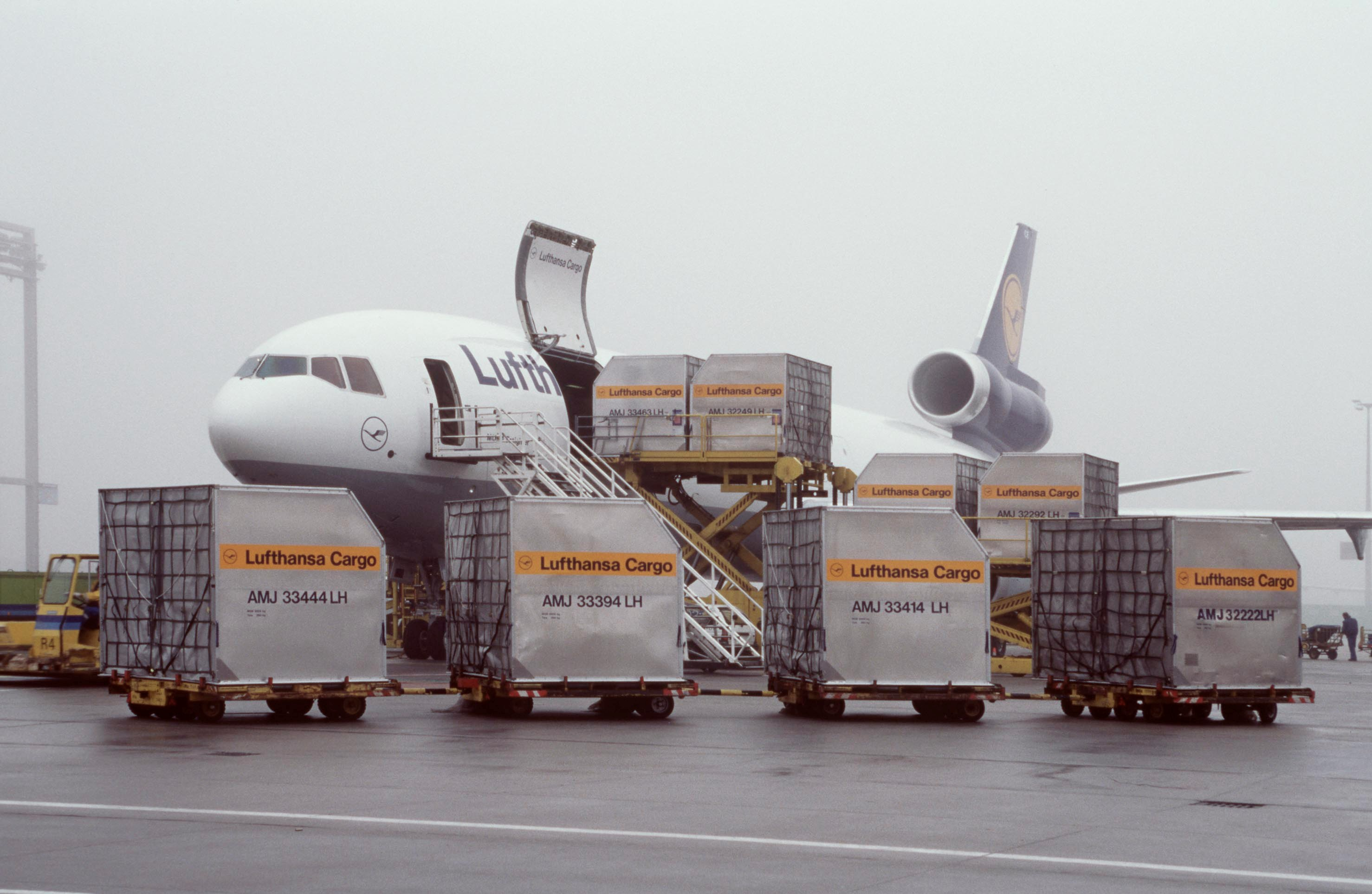
Beladen eines Frachtflugzeugs

Als Güterverkehr oder Gütertransport wird im Verkehrswesen der außerbetriebliche Transport von Gütern und Tieren auf den Transport- und Verkehrswegen Straße, Schiene, Wasser und Luft bezeichnet. Pendant ist der Personenverkehr.

## Arten
Der Güterverkehr lässt sich wie folgt einteilen:
| Verkehrsträger       | Verkehrsart                                          | Transportmittel |
| -------------------- | ---------------------------------------------------- | --- |
| Straßengüterverkehr  | Fernverkehr, Nahverkehr, Werksverkehr                | Lastkraftwagen |
| Schienengüterverkehr | Stückgutverkehr, kombinierter Verkehr                | Güterzüge |
| Luftfrachtverkehr    | Kurzstrecken-, Mittelstrecken-, Langstreckenflugzeug | Frachtflugzeuge |
| Wasserverkehr        | Binnenschifffahrt Seeschifffahrt                     | Motorschifffahrt, Schleppschifffahrt, Schubbootfahrt, Containerschiffe, Kühlschiffe, Massengutfrachter, Schwergutschiffe, Stückgutschiffe |

Vom Güterkraftverkehr wird zur Abgrenzung von anderen Verkehrsarten gesprochen, wenn der Gütertransport in Kraftfahrzeugen für Dritte durchgeführt wird.

## Rechtsfragen
Güterkraftverkehr ist gemäß § 1 GüKG die geschäftsmäßige oder entgeltliche Beförderung von Gütern mit Kraftfahrzeugen, die einschließlich Anhänger ein höheres zulässiges Gesamtgewicht als 3,5 Tonnen haben. Hierfür besteht nach § 3 GüKG eine Erlaubnispflicht. Für die Beförderung von Personen und Reisegepäck durch öffentliche Eisenbahnen gilt die Eisenbahn-Verkehrsordnung (EVO) (§ 1 EVO). Im Schienengüterverkehr gelten die Beförderungsbedingungen des jeweiligen Eisenbahnunternehmens. Auf das Frachtgeschäft zur Beförderung von Gütern auf Binnengewässern finden gemäß § 8 BinSchG die Vorschriften der §§ 407 ff. HGB Anwendung.
Beim Tiertransport ist die Verordnung (EG) Nr. 1/2005 des Rates vom 22. Dezember 2004 über den Schutz von Tieren beim Transport und damit zusammenhängenden Vorgängen zu beachten.

## Verkehrsarten
Im Güterkraftverkehr werden weiterhin umgangssprachlich die Begriffe Nahverkehr und Fernverkehr verwendet, auch wenn die gesetzlichen Bestimmungen des GüKG hierzu 1998 aufgehoben wurden.

### Nahverkehr
Die Kennzeichnung als „Nahverkehr“ wird weiterhin für Transporte verwendet, die in einem Radius von 50 km um das Umschlagslager stattfinden. Der Bereich zwischen 51 km und 150 km wird als Regionalverkehr gekennzeichnet, über 151 km Entfernung wird von Fernverkehr gesprochen. Mit der Transportrechtsreform sind 1998 in Deutschland die vorher gültigen Reglementierungen im Güterverkehr aufgehoben worden, im Güternahverkehr in Österreich bereits seit 1991. Der Nahverkehr wird überwiegend mit kleineren Fahrzeugen von Lastenrädern und Kleintransportern über Lkw bis 7,5 t zulässigem Gesamtgewicht, teilweise mit Hebebühne, bis hin zu Lkw mit 12 t zulässigem Gesamtgewicht (zGG) abgewickelt. Meist handelt es sich um Zuliefer- und Abholverkehr von und zum nächstgelegenen Depot, wobei unterschieden wird in Vorlauf bzw. bei der Auslieferung in Nachlauf. Das Verteilen von Frischwaren an Filialen von Handelsketten fällt hierunter. Auch der Baustellenverkehr zählt zum Nahverkehr.

### Fernverkehr
Transporte über 151 km Entfernung werden dem „Fernverkehr“ zugeordnet. Eine Variante des Fernverkehrs auf der Straße (Güterkraftverkehr) ist der Linienverkehr oder auch innerdeutscher Spediteursammelgutverkehr, in dem Sammelgutsendungen regelmäßig vom Abgangsort zum Zielort und andere Sendungen zurücktransportiert werden. Der Versandspediteur lässt dabei Sendungen zum Empfangsspediteur transportieren. Zielort der Sendung kann entweder das Umschlagslager des Empfangsspediteurs oder auch ein Logistikzentrum (HUB: Hub and Spoke) sein. Eine Variante des Linienverkehres auf der Straße ist der Begegnungsverkehr. Hierbei treffen sich unterwegs zwei Fahrzeuge, die ihre Transportbehälter, wie etwa Wechselbrücken oder Sattelauflieger, austauschen. Anschließend fährt jedes der Fahrzeuge wieder zum Ausgangspunkt zurück.
Neben dem Linienverkehr gibt es den Trampverkehr auf der Straße, bei dem Teil- und Komplettladungen zu den Zielen gefahren werden und die Rückladung das Fahrzeug nicht direkt an den Ausgangsort zurückführt. Der Fahrzeug-Disponent des Spediteurs sucht am Zielort passende Rückladungen, die das Fahrzeug über zwischenliegende Auslieferungsstellen bis zum Wochenende an den Ausgangspunkt, dem Betriebshof, zurückführen. Die Ladungssuche erfolgt meist über nationale und internationale Internet-Frachtenbörsen.

## Bedeutung des Güterverkehrs

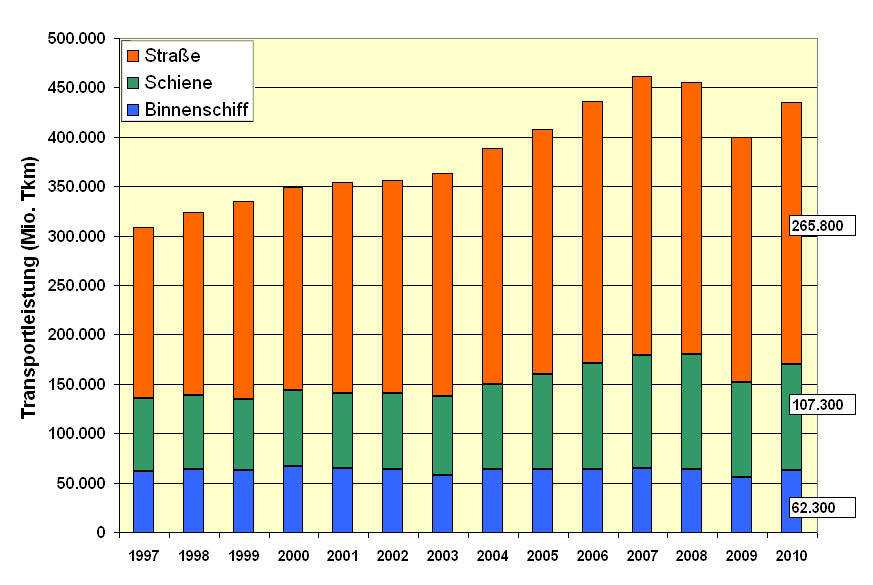
Verkehrsleistung des gewerblichen Güterverkehrs (ohne Werkverkehr, in Mio. Tonnenkilometern) in Deutschland nach Verkehrsarten: Straße (orange), Schiene (grün), Binnenschifffahrt (blau).

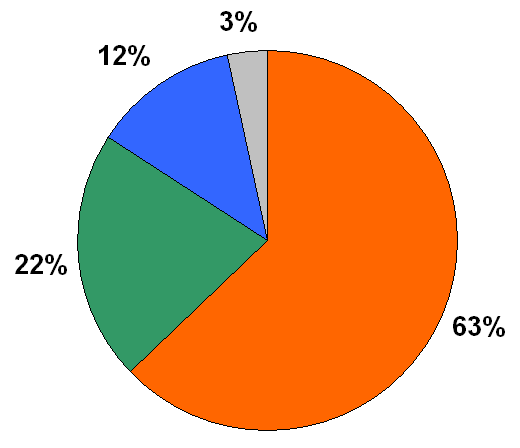
Aufteilung des Güterverkehrs in Deutschland 2010 gemäß Transportleistung: Straße (orange), Schiene (grün), Binnenschifffahrt (blau), Rohrfernleitungen (grau)

Die Transporte im gewerblichen Güterverkehr werden in Deutschland im Rahmen der Verkehrsstatistik durch Erhebungen des Statistischen Bundesamtes erfasst. Neben den Transportmengen wird auch die Transportleistung als Produkt von (Netto-)Masse und Entfernung bilanziert und in der Einheit Tonnenkilometer (tkm) angegeben. Die Verkehrsleistung ist keine Leistung im physikalischen Sinn, da sie keine Arbeit pro Zeitspanne darstellt. Der Begriff hat sich im übertragenen Sinn zur Kennzeichnung durchgesetzt.

## Entwicklung des Gütertransports
Die Betrachtung der Entwicklung der einzelnen Verkehrsträger zeigt, dass vor allem technologische Entwicklungen der einzelnen Transportmittel die Struktur, das Gütertransportaufkommen und die Gütertransportleistung beeinflusst haben. Erst sie haben die aktuelle Gütertransportleistung in Menge und Reichweite möglich gemacht. Verkehrssysteme und ihre Grundstruktur sind langlebig. Die Grundfunktionen der heute verwendeten Verkehrsträger haben sich seit deren Erfindung nicht mehr geändert. Zahlreiche Faktoren und Entwicklungen haben Auswirkungen auf die Entwicklungen der einzelnen Verkehrsträger und/oder wirken sich auf Gütertransportleistung und Gütertransportaufkommen aus. Neben treibenden / fördernden Faktoren gibt es auch hemmende / hinderliche Faktoren.

### Verkehrstechnologie

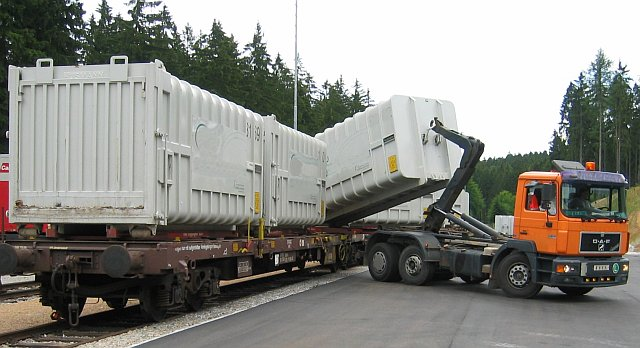
Umschlag zwischen Eisenbahn und Lkw mit Abrollcontainer-Transportsystem (ACTS)

Die Erfindung der Dampfmaschine ermöglichte es, größere Gütermengen als zuvor schneller als zuvor wirtschaftlich zu transportieren. Ebenso bedeutende Erfindungen, die den Gütertransport veränderten, waren die Erfindung des Verbrennungsmotors und die Erfindung der Kühlanlage, die den Transport von verderblichen Gütern über längere Strecken ermöglichte. Diese Erfindungen markieren auch den Beginn der Abhängigkeit der Verkehrsträger von fossilen Energieträgern. Als treibende Kräfte der Entwicklung der Verkehrssysteme, mit Auswirkungen auf den Gütertransport kann man nennen:
- Quantität und Qualität der Hardware der Verkehrssysteme (Transportmittel, Verkehrsinfrastruktur, Suprastruktur),
- technologische Entwicklung der Hardware der Verkehrssysteme.

### Wirtschaftliche Aspekte

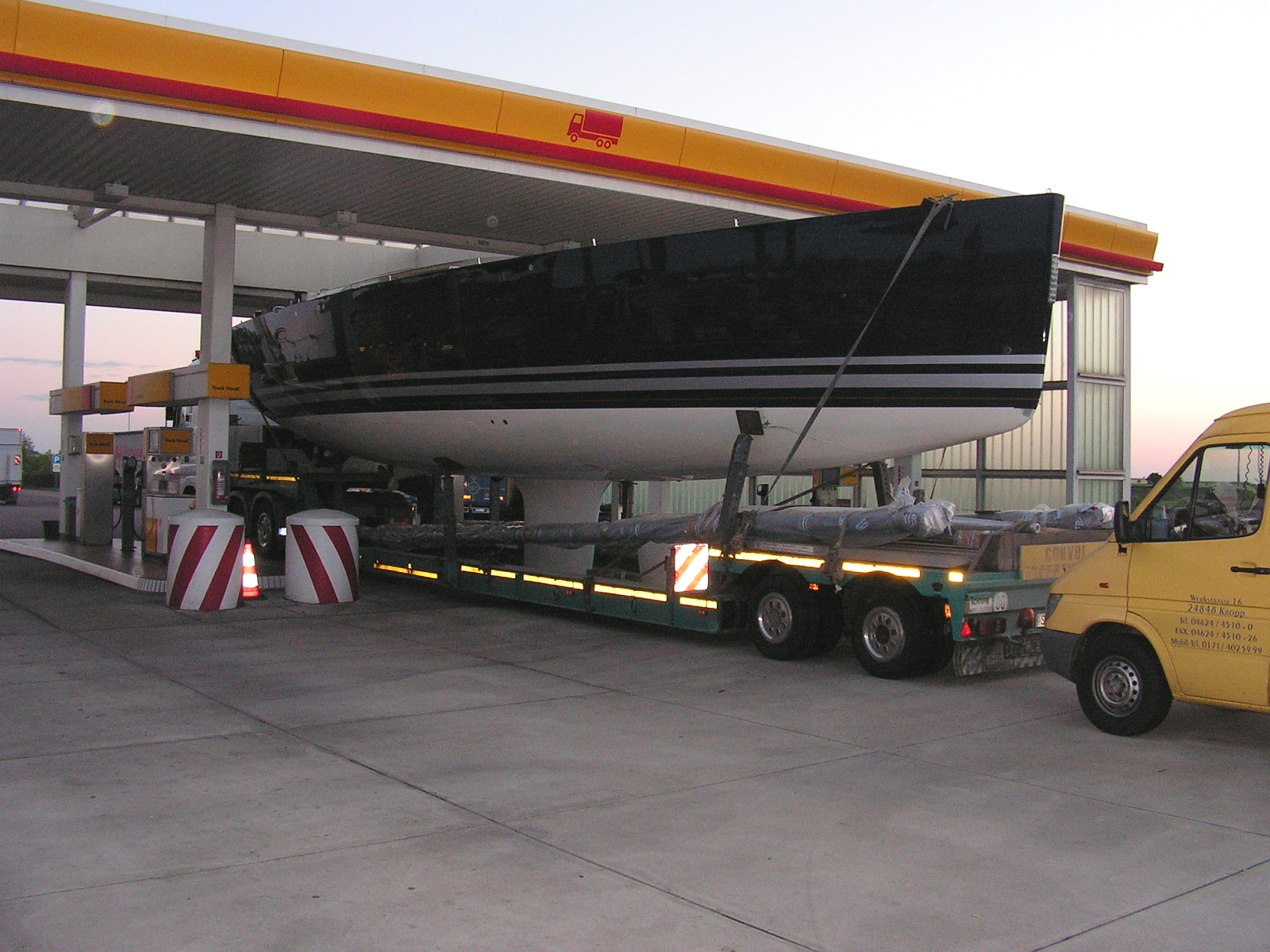
Transport mit Überlänge und Überbreite mit zwei Begleitfahrzeugen

Der Gütertransport und seine Struktur wird auch durch die systembedingten Eigenschaften der Verkehrsträger, deren aktuellen Stand und deren Entwicklung bedingt und vorangetrieben, wie jedes System durch seine Eigenschaften determiniert wird:
- Kostenstruktur der Verkehrsträger (Fixkosten / variable Kosten),
- Transportkosten (Preise für den Transport der Güter),
- rechtliche Bestimmungen hinsichtlich der Verkehrsträger.

Eine wesentliche Rolle spielen dabei die Preise für Kraftstoffe (Energiekosten). Einige Kraftstoffe werden besteuert, andere nicht (Flugbenzin). Wirtschaftliche Veränderungen, die vor allem auf Grund der zunehmenden Globalisierung entstehen, wirken sich auf die Entwicklung des Gütertransports aus. Treibende Faktoren sind unter anderem:
- Grad der Arbeitsteilung und Spezialisierung,
- Produktqualität und Quantität der produzierten Güter,
- räumliche Lage von Produktionsstandorten,
- räumliche Lage des Wirtschaftssystems,
- Handelsbeziehungen der Nationen (Importe und Exporte),
- Grad der logistischen Prozesse (Lagerhaltung vs. Just-in-time-Produktion),
- rechtliche Bestimmungen hinsichtlich der Handelsbeziehungen (etwa Zölle),
- technologische Entwicklungen der Produkte und Produktionsbedingungen.

Der Güterverkehr ist der wichtigste logistische Bestandteil einer Lieferkette, so dass Verkehrsstaus (auch auf Wasserstraßen oder im Luftraum) zu Unterbrechungen und damit Verspätungen führen können. Diese erhöhen das im Güterverkehr implizit vorhandene Transportrisiko und damit auch das Lagerrisiko.
Der Güterverkehr dient vorrangig dem Transport zwischen Produktion, Handel (Groß- und Einzelhandel, Versandhandel) und Endverbraucher. Früher unterschied man Güternahverkehr und Güterfernverkehr. Es gab zahlreiche Reglementierungen des Güterfernverkehrs; diese wurden mit der Liberalisierung im Jahre 1993 aufgehoben.
Im Güterverkehr wird nach Art des Transportguts (Stückgut, Schüttgut, Flüssigkeits- bzw. Gastransport, Feststofftransport) und nach Sendungsgröße (Kleingut, Massengut, Schwergut; mit Übergröße Schwertransport) unterschieden.
Der Werkverkehr (außerbetrieblich oder werksintern) zählt nicht zum Güterverkehr, sondern ist Teil des Produktionsprozesses. Hierzu kann auch der Rohrleitungstransport mittels Rohrleitungen (Pipelines) gehören. Der innerbetriebliche Transport (Fördern) findet durch Materialflusstechnik wie Materialseilbahnen, Aufzugsanlagen, Förderbändern, Kranen, Kreisförderern und ähnlichem statt. Innerhalb von (zwischenbetrieblichen) Transportketten werden diese auch beim Güterumschlag genutzt.
Neben wirtschaftlichen und technologischen Faktoren wirken sich auch soziale Prozesse der demografischen Struktur, der räumlichen Struktur und gesellschaftliche Änderungen bezüglich des Wertesystems, auf die Nachfrage nach Güterverkehrsleistungen aus. Es handelt sich dabei zum einen um die Änderung der Rahmenbedingungen für die Abwicklung des Güterverkehrs, die dessen Struktur beeinflusst. Zum anderen erhöht oder verringert sich die Nachfrage nach Gütertransport durch die Änderung der gesellschaftlichen Strukturen, da der Güterverkehr eine Dienstleistung und keine Produktion darstellt.

### Zentrale versus dezentrale Produktion
Zu den modernen Technologien der lokalen Produktion gehören generative Fertigungsverfahren, ggf. in Form von schneller Fertigung. Durch die Fortschritte bei der Entwicklung von 3D-Druckern wird mit einer zunehmend lokaleren Produktion gerechnet. Bei der wirtschaftlichen Entscheidung zwischen zentraler und dezentraler Produktion spielt stets auch Lohngefälle zwischen Regionen eine Rolle (historisch siehe etwa das Verlagssystem). Wirtschaftliche Zusammenschlüsse von Verbrauchern und lokalen Produzenten können Strukturen der lokalen Produktion fördern (siehe z. B. Landwirtschaftsgemeinschaftshof). Zugleich spielen Erwägungen der Verkehrsökologie und Umweltpolitik eine Rolle, da eine Verlängerung der Transportwege Umweltbelastungen mit sich bringt. (Siehe auch: Regionalökonomie, Flächenverbrauch – Ökonomische Folgen)

### International

Die internationale Verkehrsleistung des Güterverkehrs wird in Tonnenkilometern (tkm) gemessen und zeigt in ausgesuchten Ländern folgendes Bild:
| Land                    | Schienengüterverkehr 2017 (in Mrd. tkm) | Binnenschifffahrt Güterverkehr 2017 (in Mrd. tkm) | Straßengüterverkehr 2017 (in Mrd. tkm) |
| ----------------------- | --------------------------------------- | ------------------------------------------------- | -------------------------------------- |
| Europäische Union 27/28 | 437,9                                   | 147,3                                             | 1920,9                                 |
| Deutschland             | 129,4                                   | 55,5                                              | 313,1                                  |
| Frankreich              | 33,4                                    | 7,5                                               | 167,7                                  |
| Italien                 | 22,3                                    | 0,1                                               | 119,7                                  |
| Österreich              | 22,3                                    | 2,0                                               | 26,0                                   |
| Spanien                 | 10,7                                    | 0                                                 | 231,1                                  |
| Vereinigtes Königreich  | 17,2                                    | 0,1                                               | 153,9                                  |

In den meisten Ländern überwiegt der Straßengüterverkehr. Das liegt auch daran, dass beim kombinierten Verkehr häufig das Frachtgut vom Spediteur im Vorlauf zu einem anderen Verkehrsträger (Güterzug, Frachtschiff, Frachtflugzeug) für den Hauptlauf transportiert wird, während der Nachlauf wiederum mit der Spedition durchgeführt wird. Die Luftfracht spielt meist eine unbedeutende Rolle, in Deutschland wurden 2017 gerade einmal 1,617 Mrd. tkm erbracht.